# Galeere

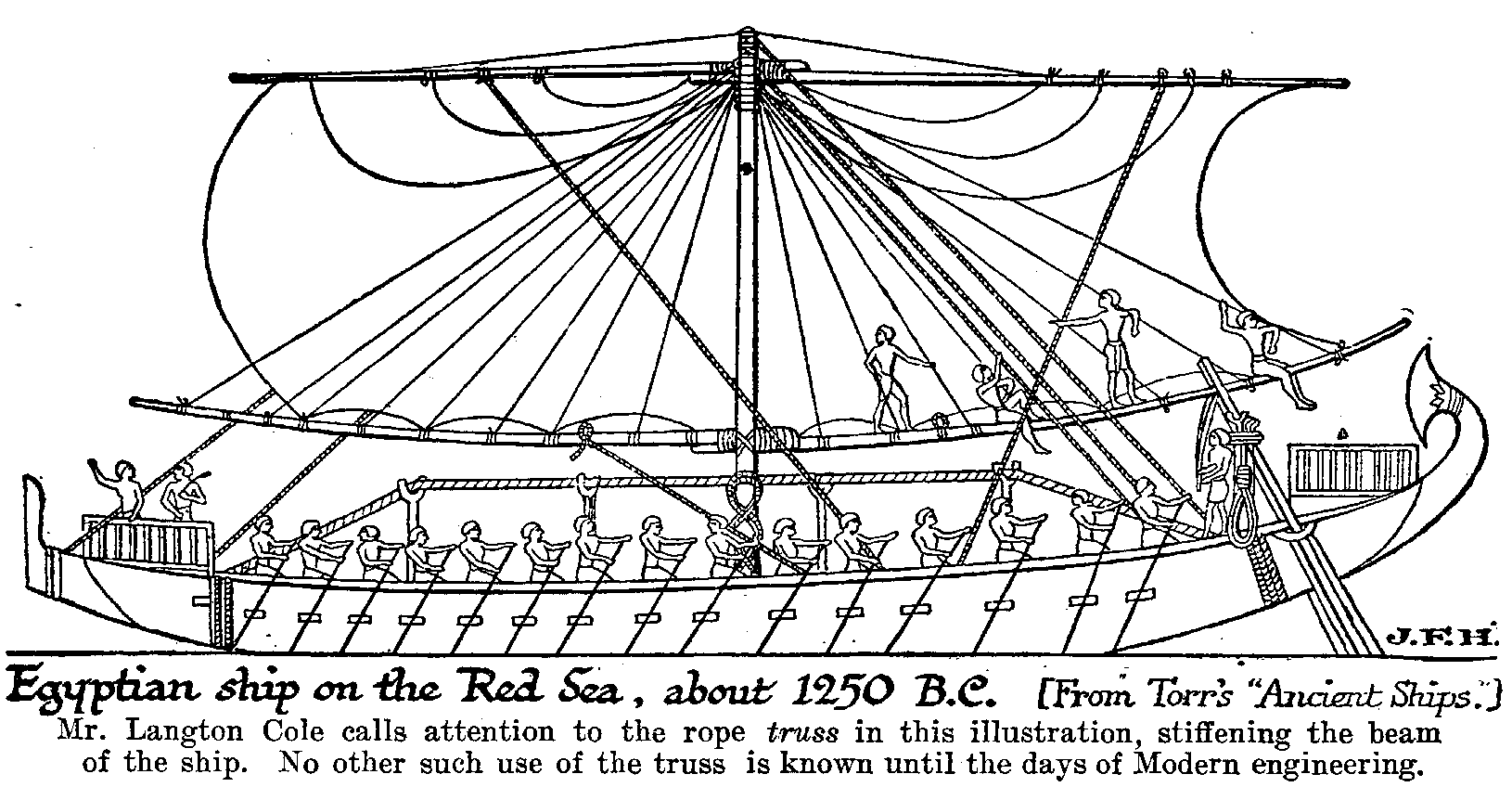
Illustration eines ägyptischen Ruderschiffs (ca. 1250 v. Chr.)

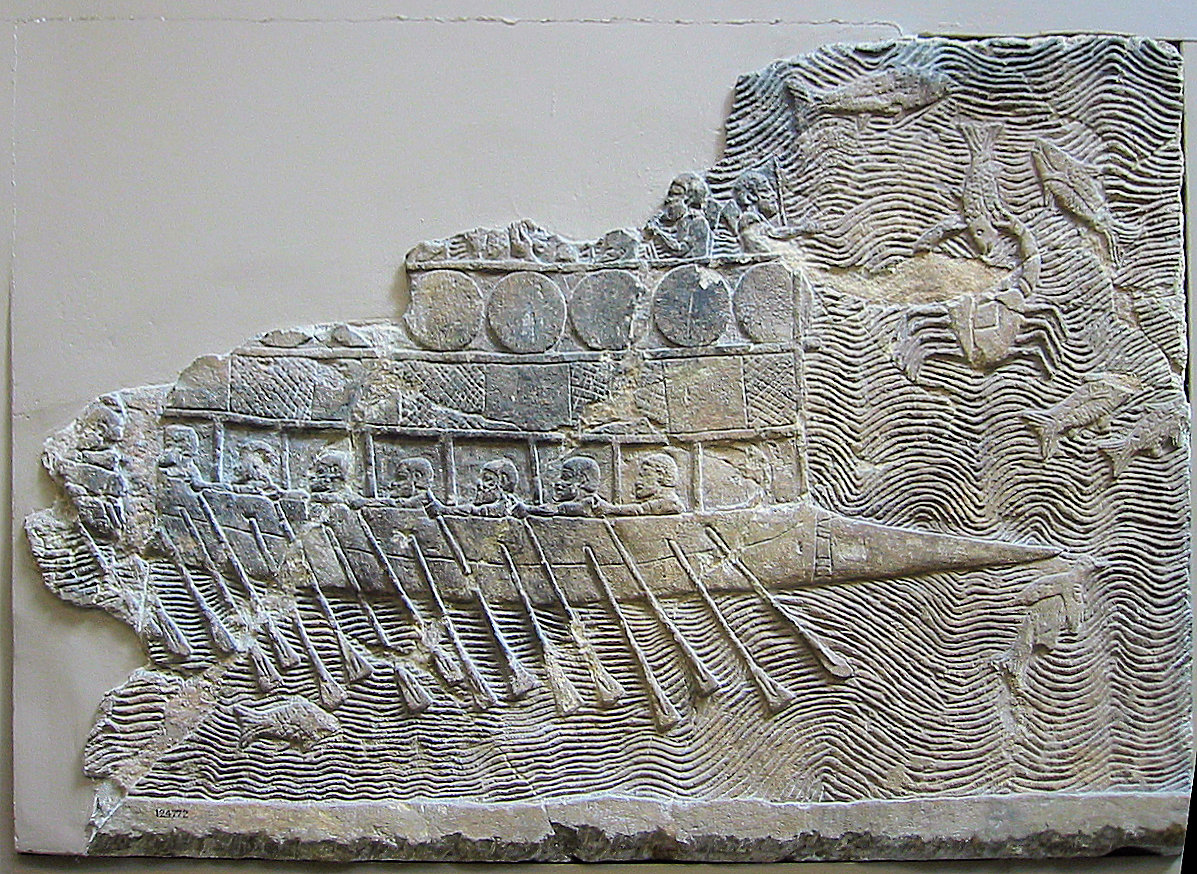
Relief einer assyrischen Bireme, ca. 700 v. Chr.

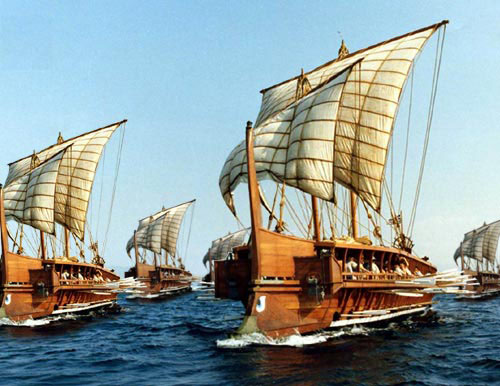
Nachbau einer griechischen Trireme (Olympias)

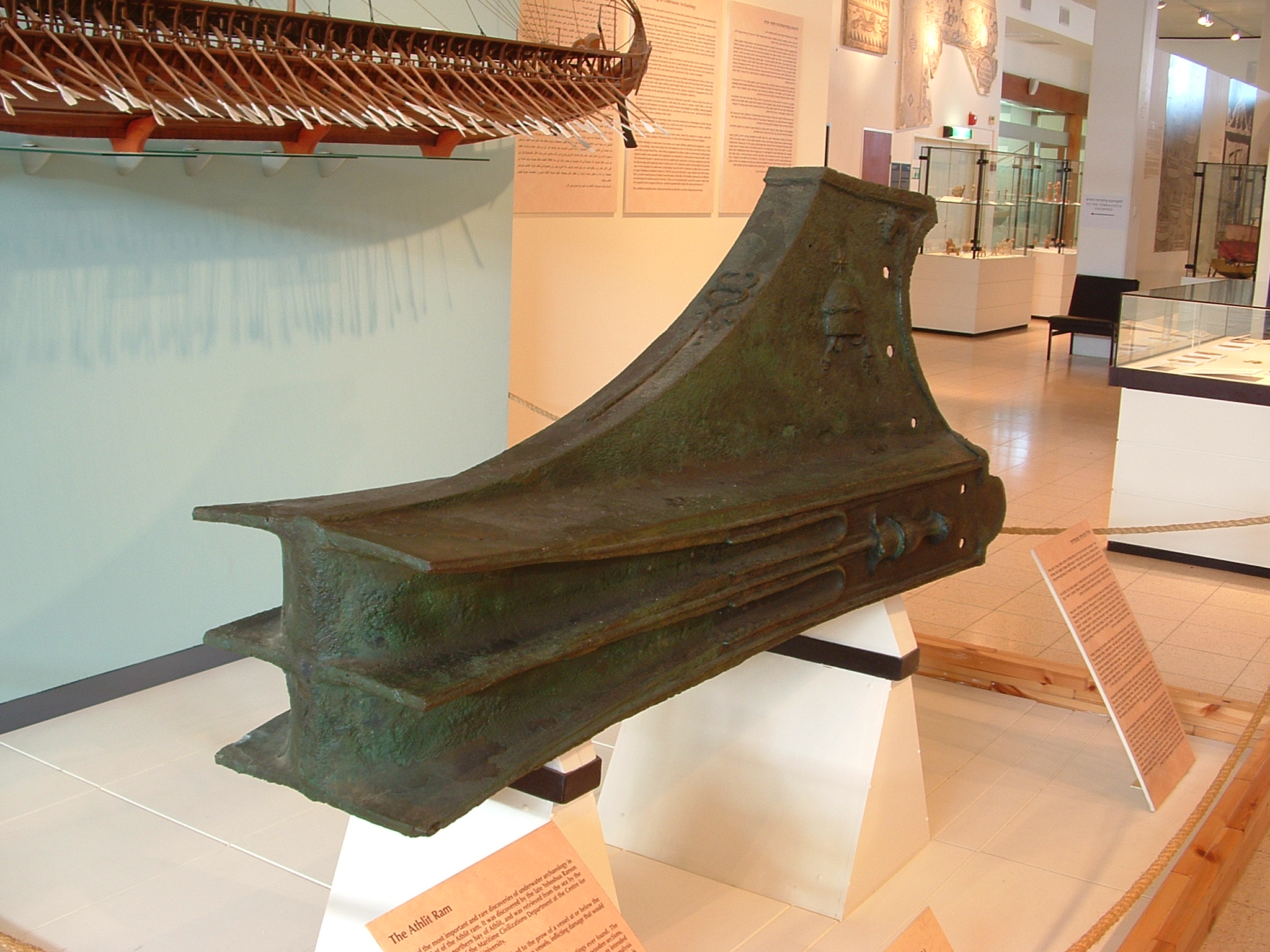
Rammsporn einer griechischen Trireme (530–270 v. Chr.)

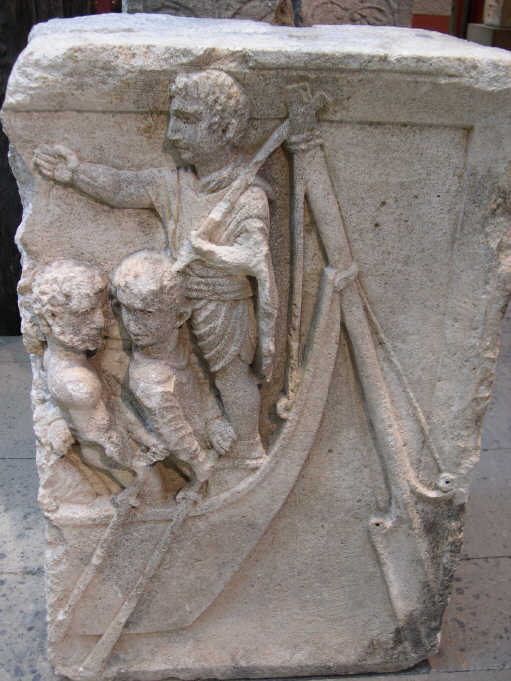
Antike Darstellung eines Steuerruders auf einem römischen Ruderschiff, 1. Jh. n. Chr., (Römisch-Germanisches-Museum, Köln)

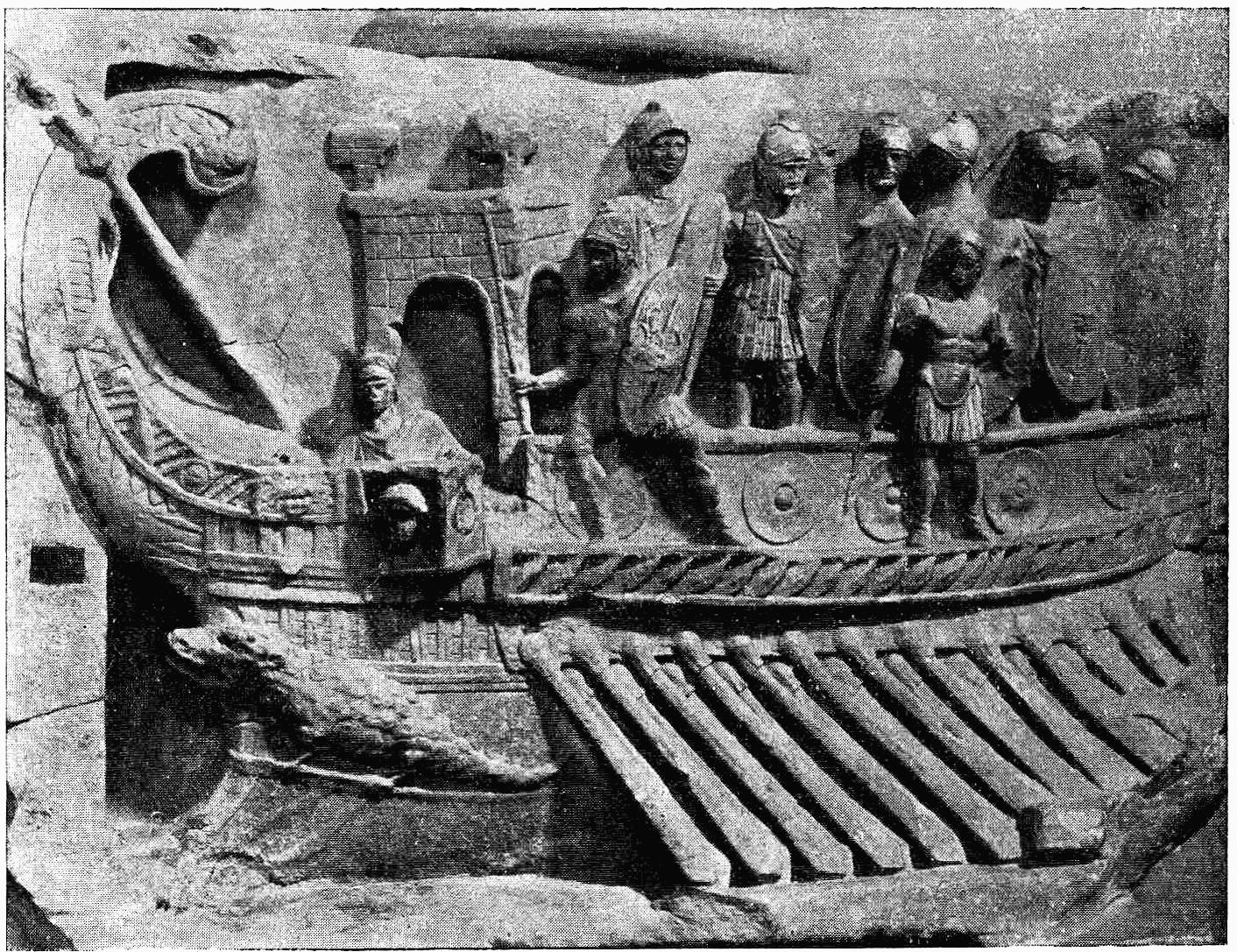
Relief einer römischen Galeere im Fortunatempel von Praeneste (Palestrina)

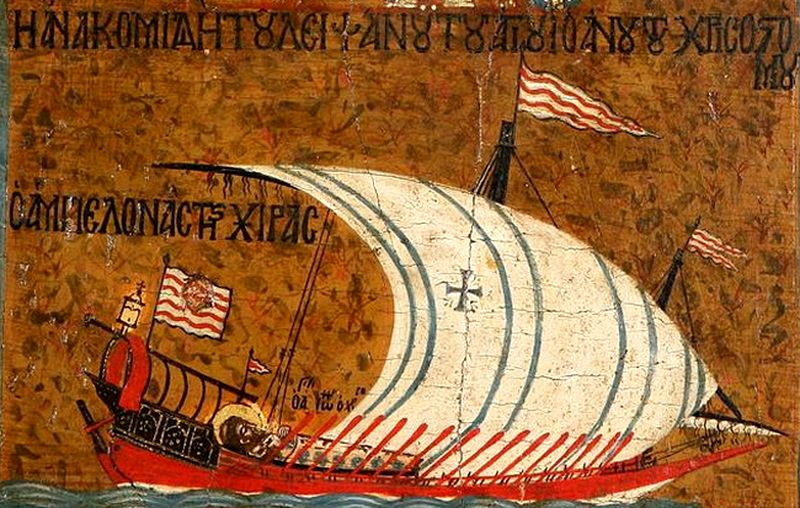
Abbildung einer leichten byzantinischen Galeere auf einer Ikone des 14. Jahrhunderts, (Byzantine and Christian Museum, Athen)

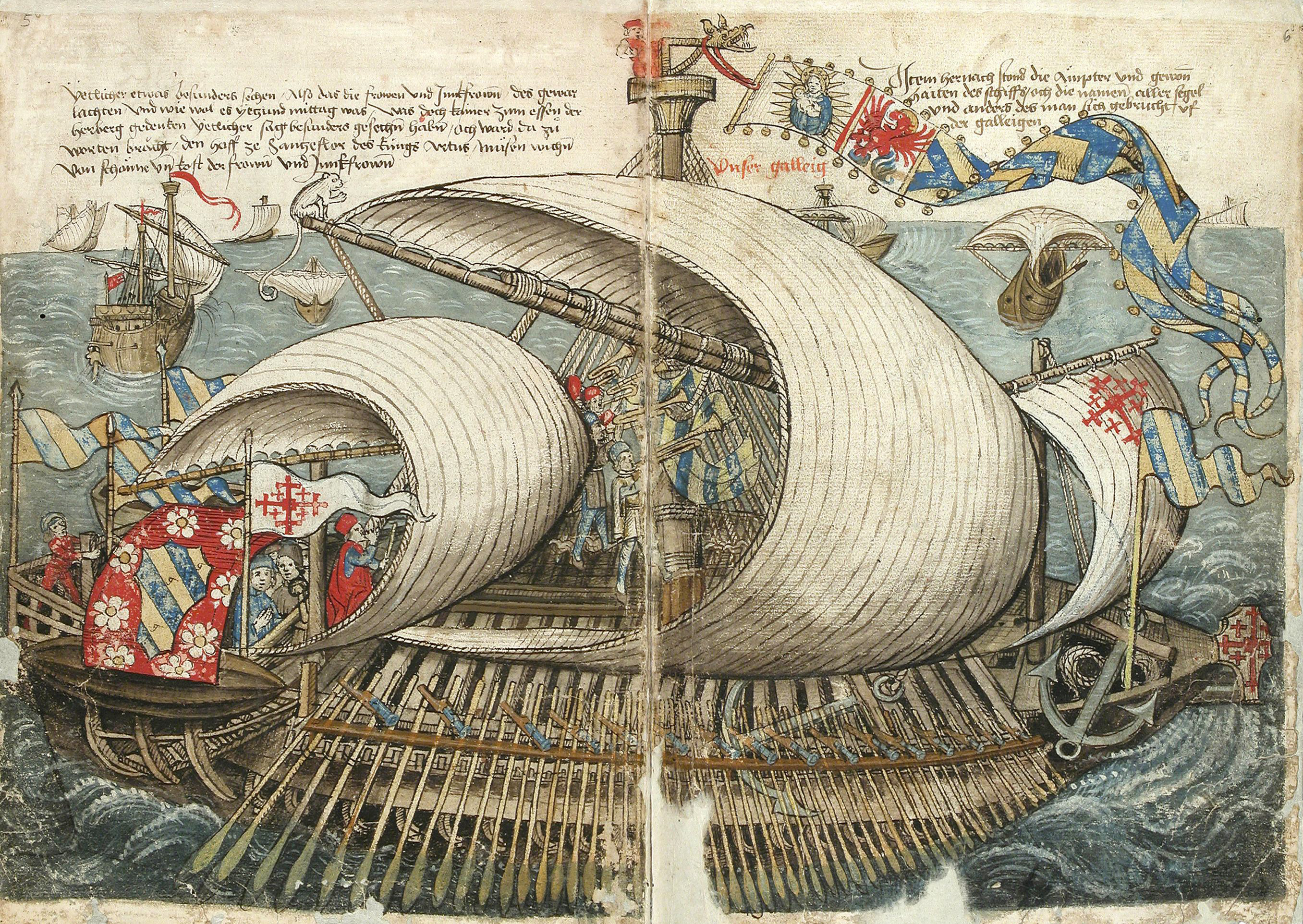
Abbildung der Handelsgaleere Contarina von 1487, man kann darauf zahlreiche Kleinkanonen erkennen, deren Rohre in Gabeln gelagert sind, zu dieser Zeit verwendete man zum Zielen noch hölzerne Klotzlafetten (Konrad von Grünenberg – Beschreibung der Reise von Konstanz nach Jerusalem)

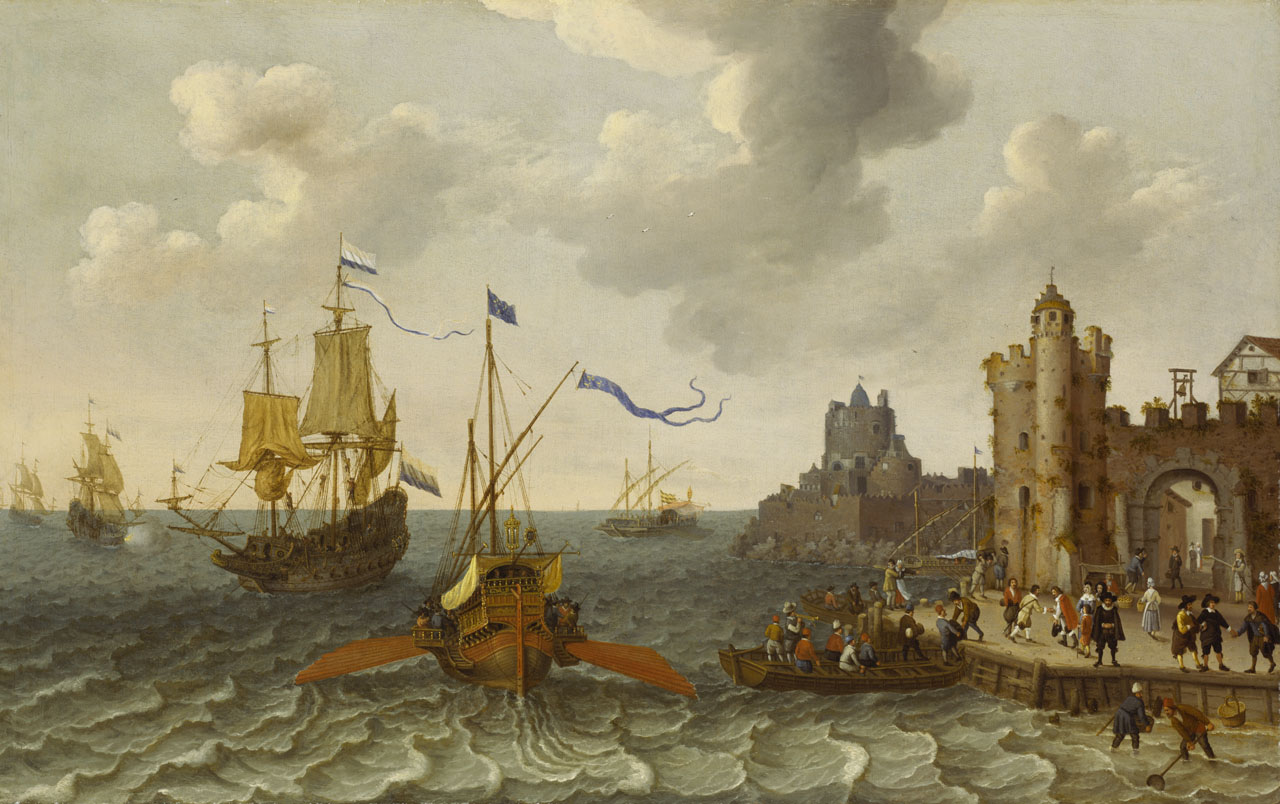
Eine französische Galeere und eine niederländische Galeone vor einem Hafen, Gemälde von Abraham Willaerts aus dem 17. Jahrhundert

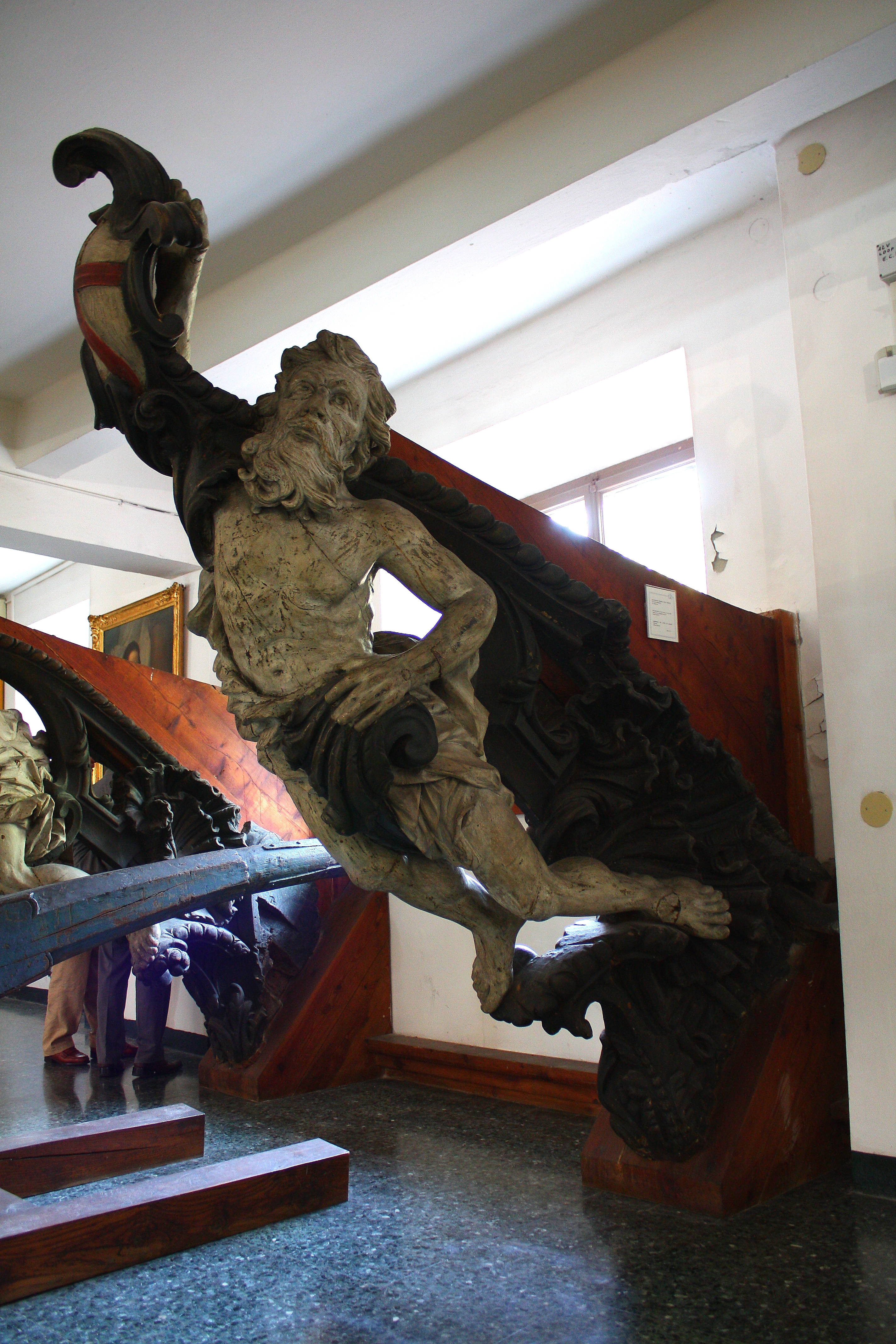
Hintere Abschlussfigur eines Seitenornaments einer venezianischen Galeere (17. Jahrhundert)

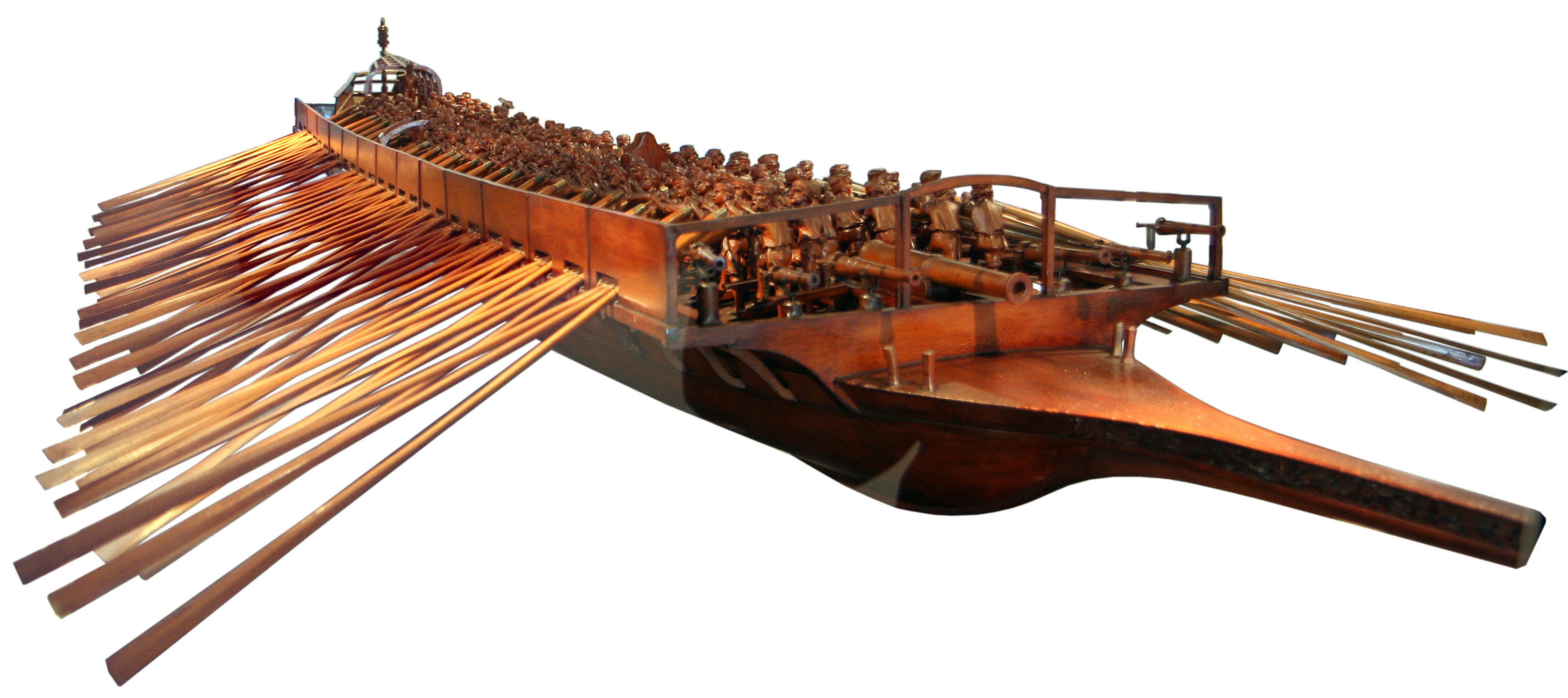
Venezianische Galeere; jeweils ein Mann führt einen Riemen, Holzmodell nach dem Vorbild des auf San Marco in Bocca Lama 1996 entdeckten Schiffs

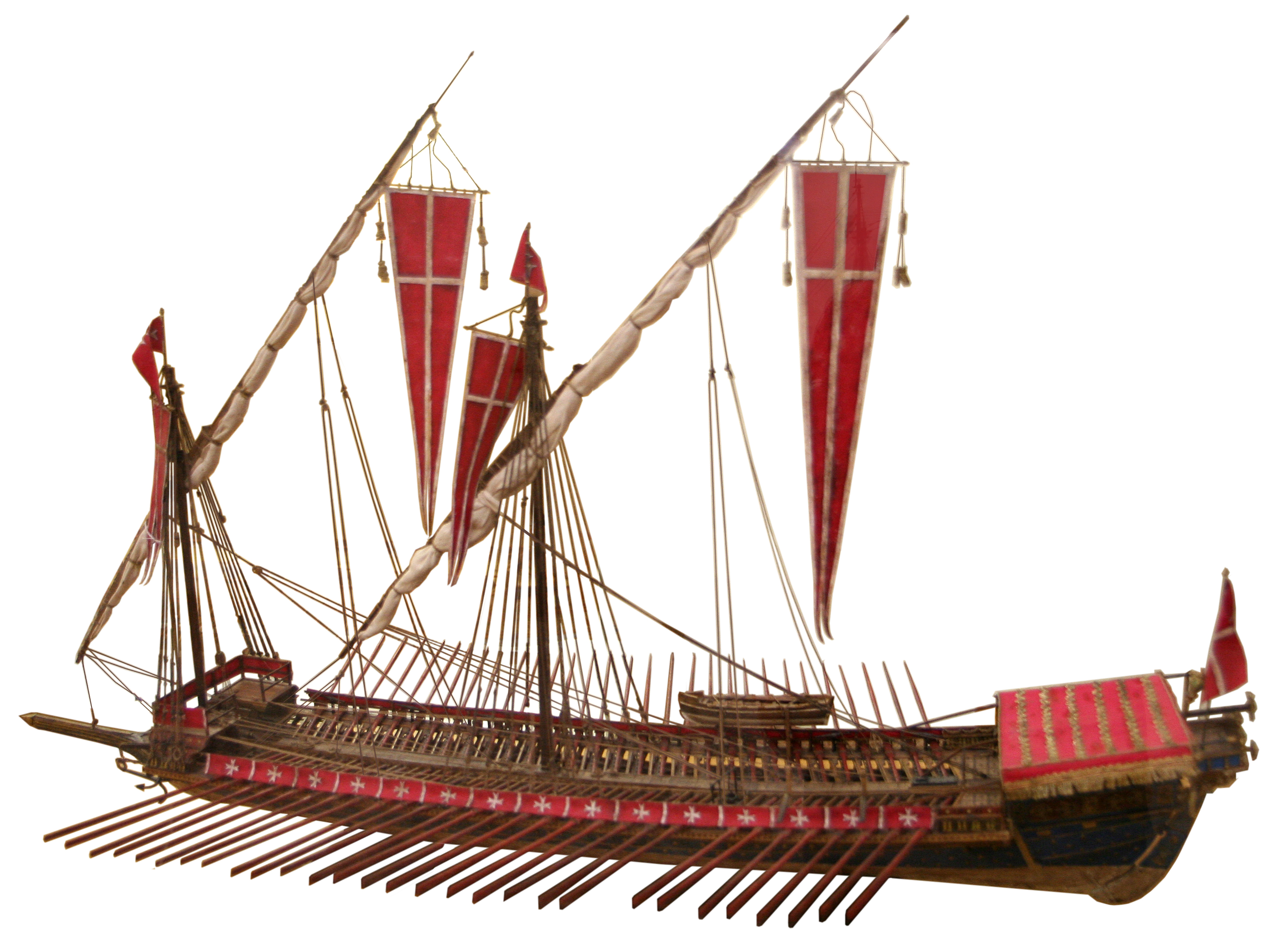
Galeere des Johanniter-Ordens, Modell im Museo Storico Navale di Venezia

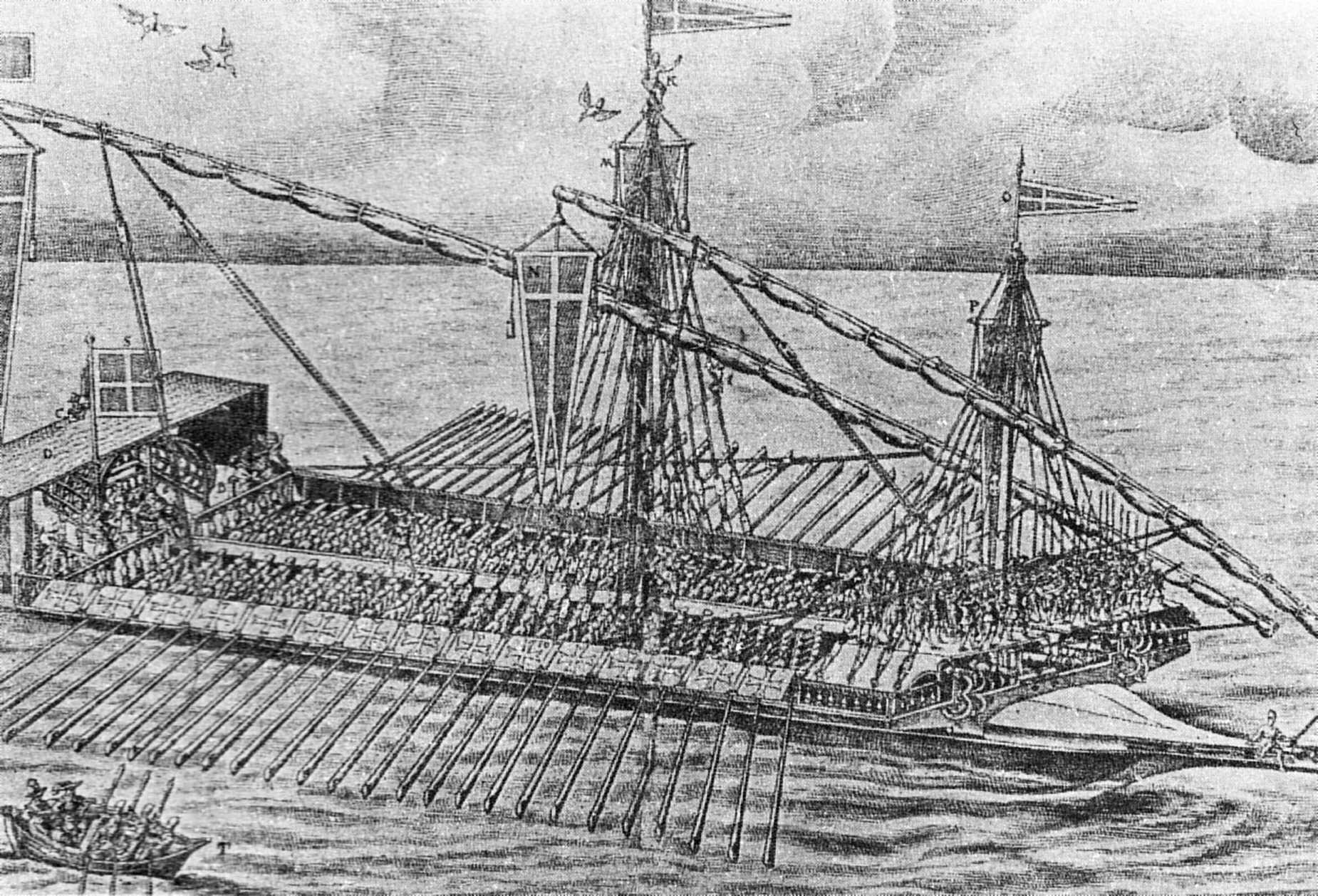
Darstellung einer Galeere des Johanniter-Ordens i.d. Architectura Navalis von Joseph Furttenbach, Ulm 1629

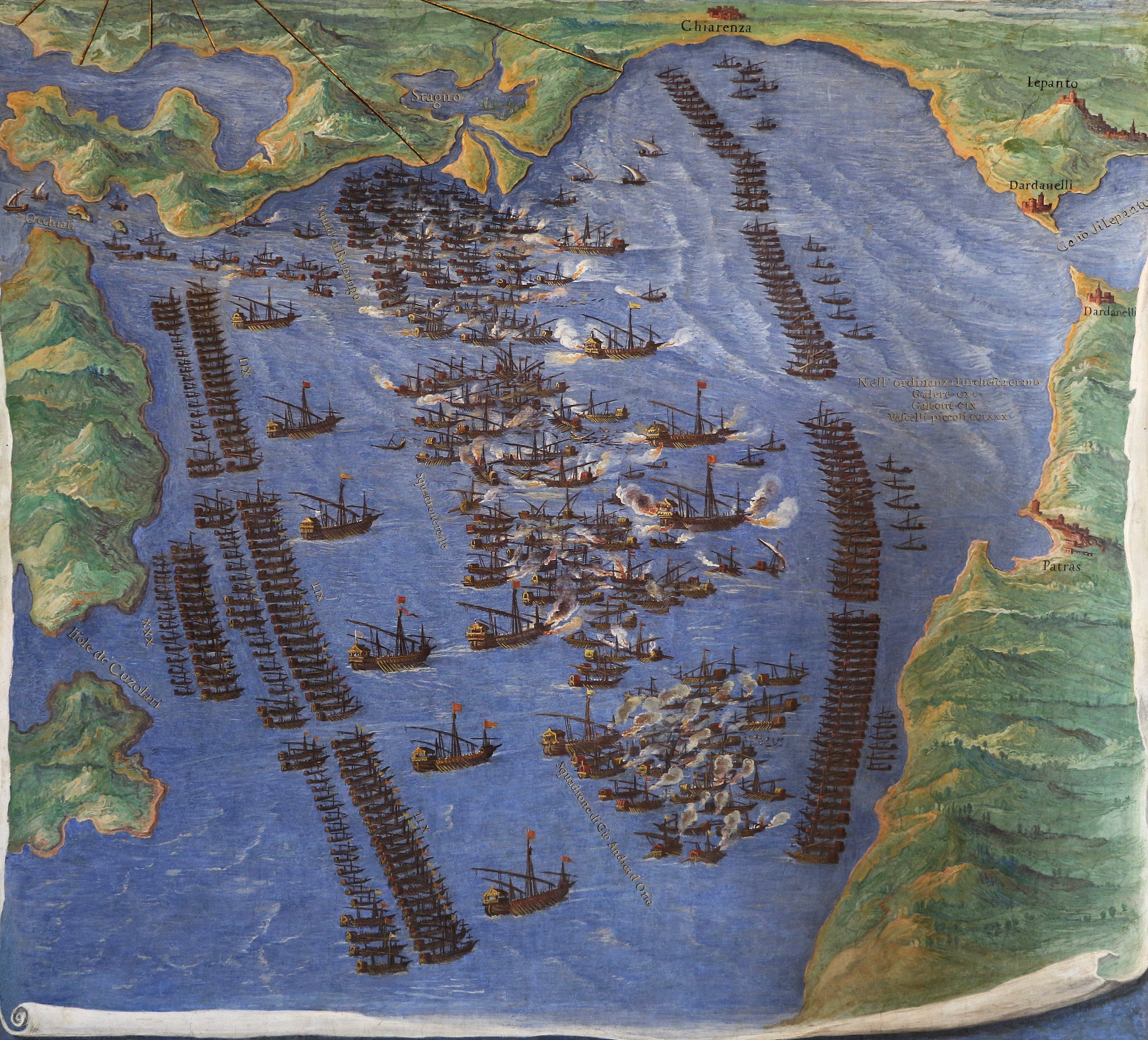
Die Schlacht von Lepanto (Vatikan Museum, Rom)

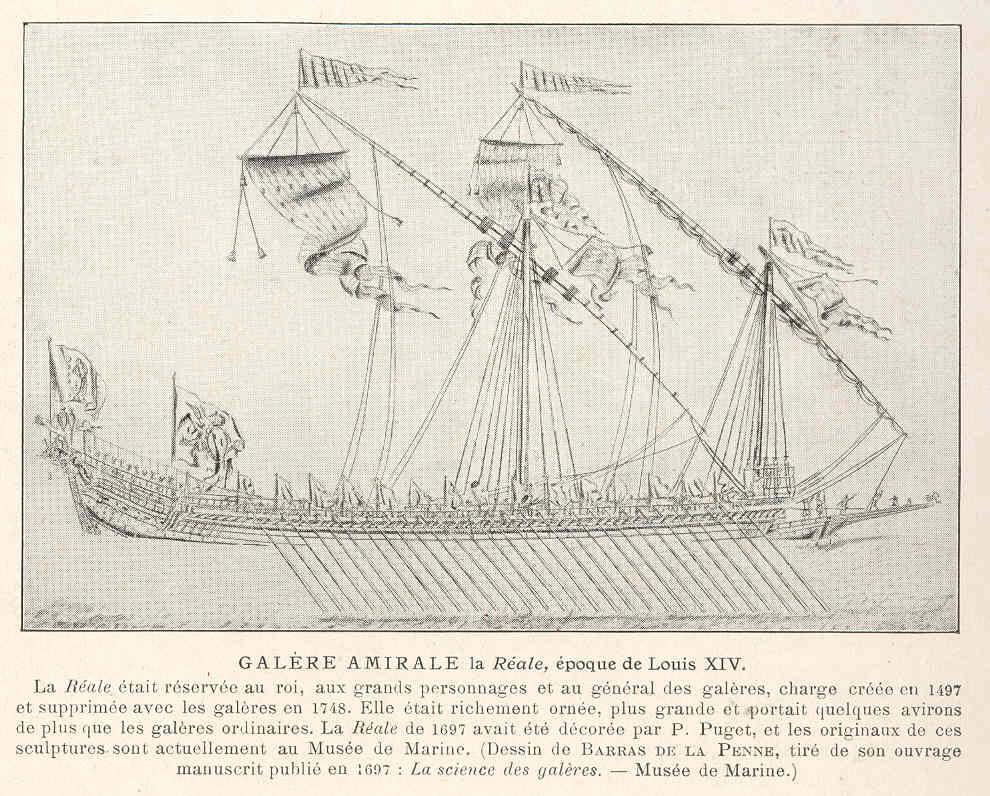
Galeere aus der Zeit Ludwigs XIV., die La Réale

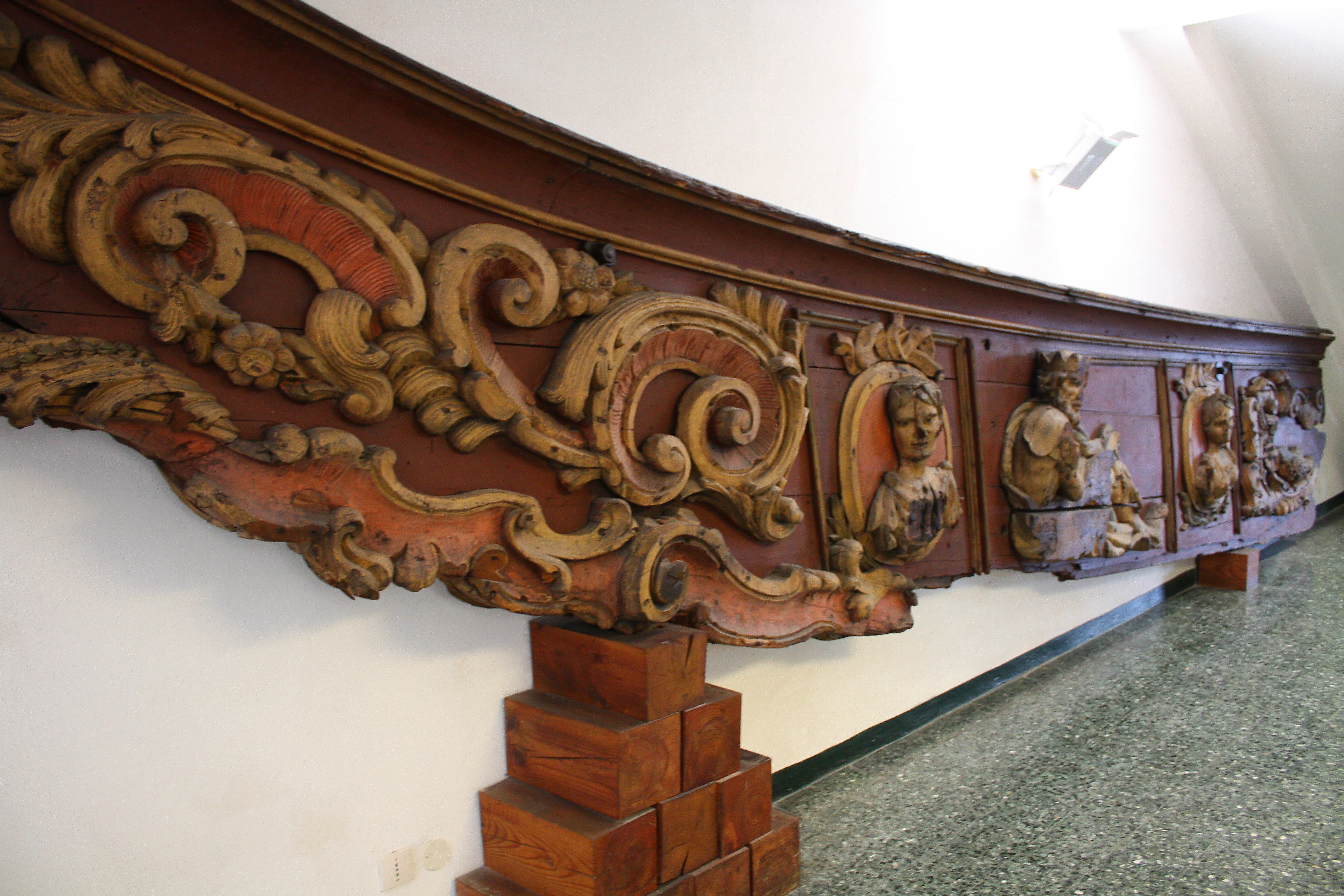
Steuerbordpaneel einer venezianischen Galeere des 17. Jahrhunderts

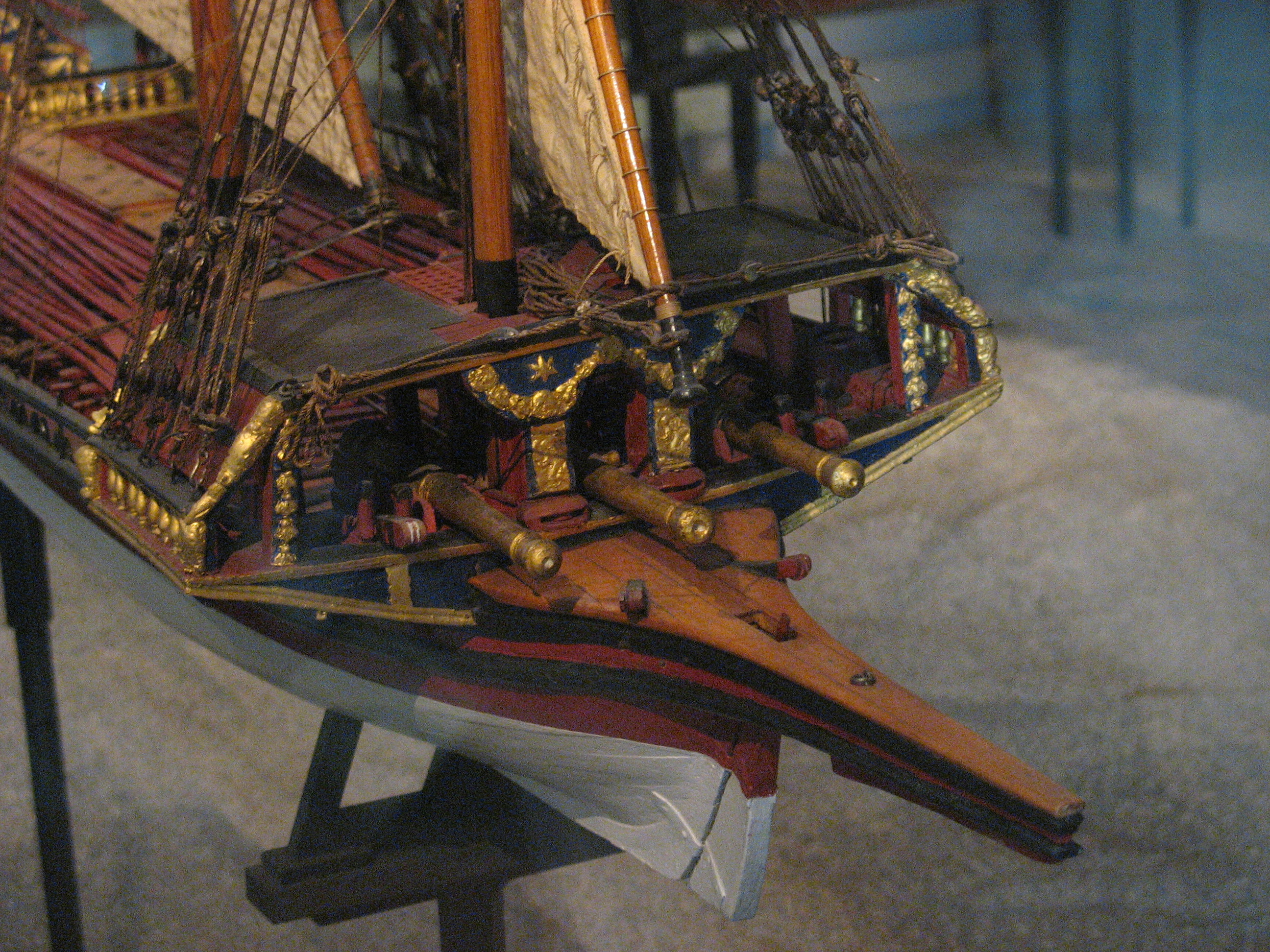
Vorderes Batteriedeck am Modell einer schwedischen Galeere von 1715

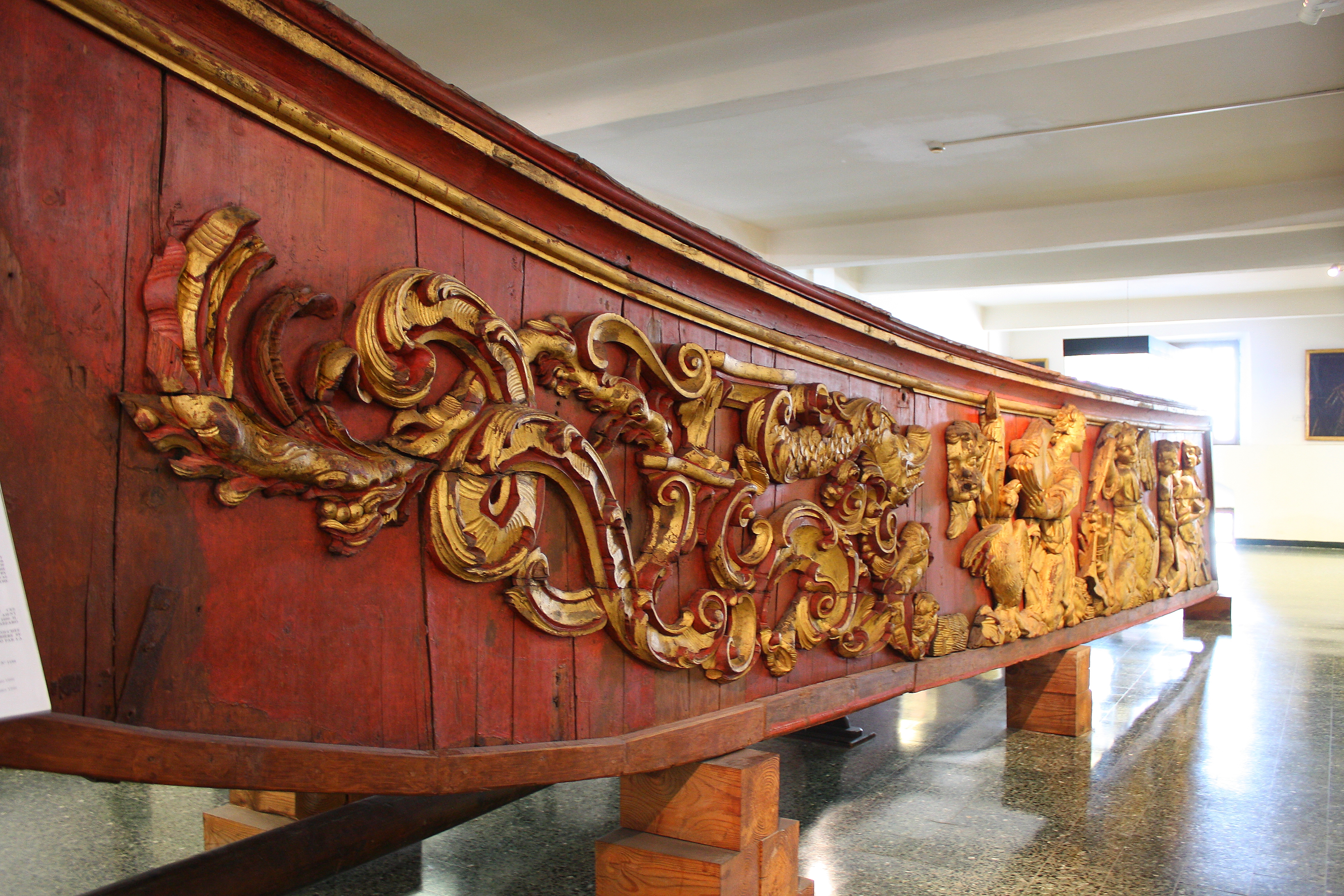
Galeerenornament einer Flaggschiffgaleere (17. Jahrhundert), vermutlich der von Lazzaro Mocenigo

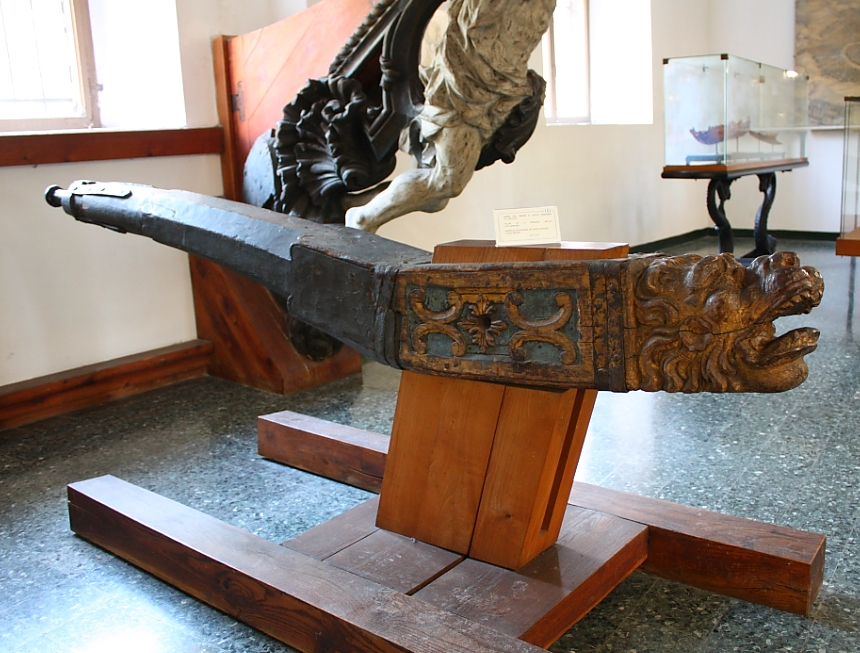
Kunstvoll verzierte Pinne einer venezianischen Galeere (17. Jahrhundert)

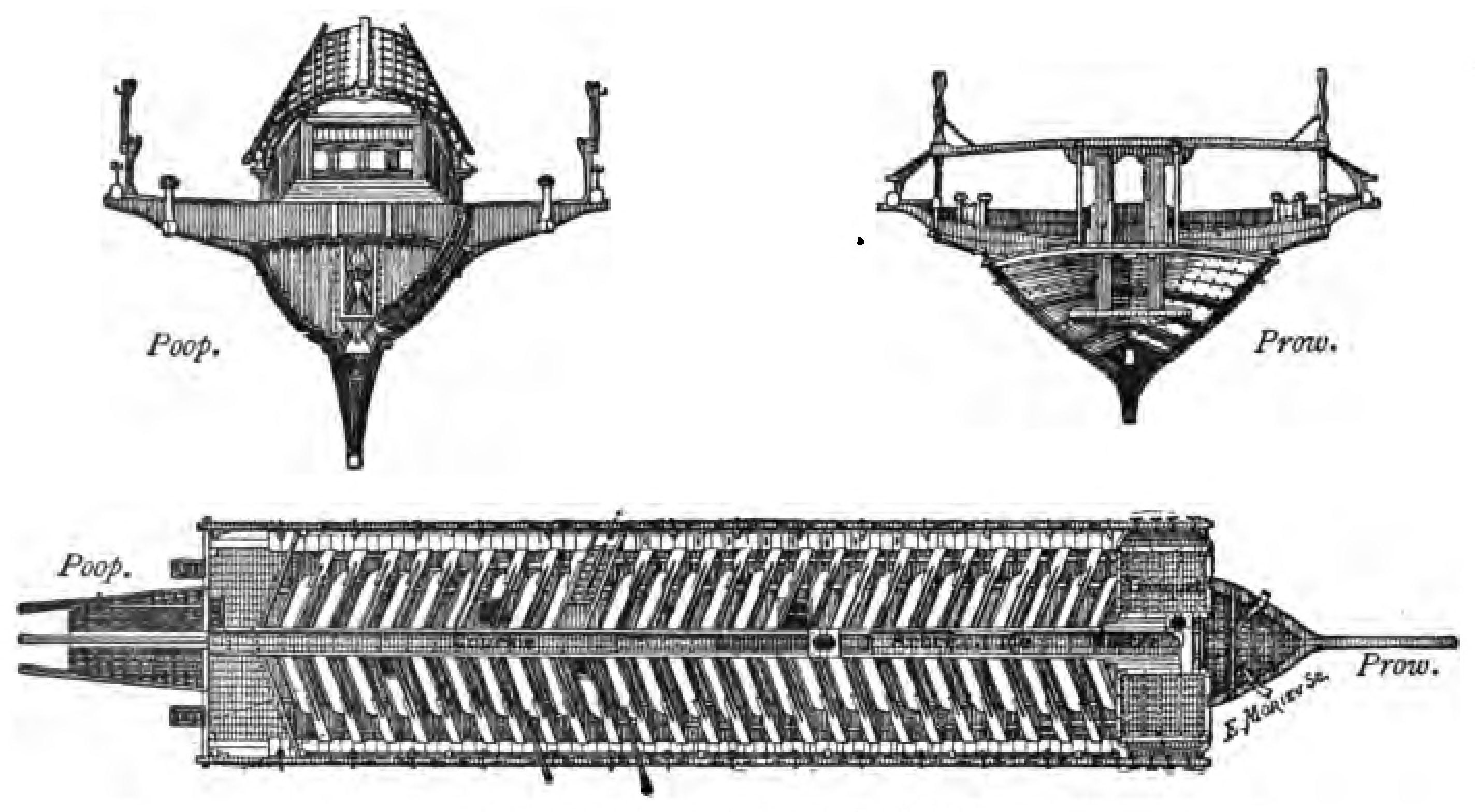
Schnittzeichnung durch eine französische Galeere

Eine Galeere ist ein im mediterranen Raum entwickeltes, gerudertes Kriegsschiff des Mittelalters und der frühen Neuzeit. Typische Kennzeichen sind ein schlanker und flacher Rumpf, eine Reihe Riemen an den Seiten, eine Hilfsbesegelung und ein Überwasserrammsporn am Bug. Die antike Galeere wird als Vorläufer aller Kriegsschiffe angesehen und sollte mehr als 2000 Jahre lang das Mittelmeer beherrschen, bis sie mit dem Aufkommen der Feuerwaffen wieder verschwand.
Umgangssprachlich wird der Begriff „Galeere“ auch auf die antiken Vorgänger der eigentlichen Galeeren übertragen, teilweise sogar als Sammelbegriff für alle historischen geruderten Kriegsschiffe verwendet.

## Bezeichnung
„Griechisch galéē [(γαλέη)] ‚Wiesel‘ wird übertragen auf einen Seefisch, mittelgriechisch galía [(γαλία)], von da auf die großen Ruderschiffe des Mittelmeeres. Über mittellateinisch galea entsteht italienisch galera, das zuerst 1609 als gallere im deutschen Text erscheint. Philipp von Zesens Versuch, es durch Walschiff oder Walleie zu ersetzen, bleibt ohne Erfolg […].“ Trotz sporadischen Auftretens dieser neueren Form war jedoch galee „bis ins 17. Jh. und länger die herrschende Form (schon mittelhochdeutsch auch galê[…])“.

## Historische Entwicklung

### Antike
Der Einsatz von geruderten Kriegsschiffen bot speziell im Mittelmeerraum eine ganze Reihe von Vorteilen. Sie waren vom Wind unabhängig und konnten im Gefecht alle erforderlichen Manöver inkl. Rückwärtsfahren durchführen. Eine derart hohe Wendigkeit war in den stark gegliederten Küstengebieten des Mittelmeeres unumgänglich. Außerdem konnten diese Schiffe – für kurze Zeit – auf erheblich höhere Geschwindigkeit gebracht werden als ein Segler, und nicht zuletzt bot ein Schiff ohne Takelung dem Gegner erheblich weniger Angriffsfläche für Brandwaffen, denn seit jeher stellten Brander die größte Gefahr für ein Schiff dar. In der Hand eines erfahrenen Kapitäns (Nauarch) und seines Taktgebers konnte eine Trireme bei voller Fahrt mehr als zehn Knoten erreichen.
Die ältesten bekannten Ruderkriegsschiffe, die der Phönizier und Griechen, waren lange, offene Boote mit nur einer Ruderkammer (Monere, griech. Pentekontere), meist auch mit Decks am Bug, und kamen um 850 v. Chr. erstmals zum Einsatz. Solche Schiffe boten auf jeder Seite Platz für 25 Ruderer. Schon die Assyrer legten zweireihige Ruderkriegsschiffe mit einem vollständigen Kampfdeck über der oberen Rudererreihe auf Kiel. In Griechenland kamen um 700 v. Chr. ebenfalls Ruderkriegsschiffe mit zwei Ruderkammern auf, die Biremen (griech. Dire). Vom 6. bis zum 3. Jahrhundert v. Chr. war dann die Triere (griechisch) oder Trireme (lateinisch, beides zu Deutsch: Dreiruderer) das wichtigste Kriegsschiff der Seemächte im Mittelmeer. Ihre Besatzung bestand generell aus 170 Ruderern, 12 Seeleuten und etwa zwanzig Kämpfern. Anders als in späteren Zeiten waren die Ruderer freie Männer aus den Reihen der Bürger und Metöken, die für ihre Dienste regelmäßig bezahlt wurden. Auch die Römer achteten auf die körperliche Unversehrtheit ihrer Rudermannschaften, denen viele Barbaren angehörten. In Ausnahmesituationen wurden jedoch gelegentlich Sklaven auf die Ruderbänke gesetzt, denen man aber meistens vor oder nach ihrem Kampfeinsatz die Freiheit gewährte. Die Galeerenstrafe für verurteilte Verbrecher war im Altertum noch gänzlich unbekannt.
Bei den ersten Schiffen dieses Typs wurde der Fokus noch mehr auf die Geschwindigkeit gelegt als auf die Seetüchtigkeit. Sie hatten einen flachen Boden mit wenig Tiefgang, der Außenbord erreichte nur eine Höhe von drei Metern. Deshalb waren sie anfällig für Schlagseite; wenn die See rauer wurde, konnte die starke Krängung sie sehr schnell zum Kentern bringen. Bei aufkommendem Sturm wurde infolgedessen sofort die nächste geschützte Bucht angelaufen. Schiffe dieses Typs waren mitunter mehr als 30 m lang mit fünfzehn oder dreißig Ruderbänken pro Kammer. Die Takelung blieb für antike Kriegsschiffe lange Zeit rudimentär, da Ruder zu dieser Zeit die effizientesten Antriebsmittel waren. Ihre Takelage bestand aus ein oder zwei Masten. Der Hauptmast wurde mittschiffs aufgerichtet und trug ein einziges, quadratisches Segel. Der zweite Mast war ebenfalls mit einem Segel bestückt (griech. Artemon), es war etwas mehr nach vorne geneigt und erheblich kleiner als das Hauptsegel. Die Segel konnten über mehrere Leinen gehisst, gerefft oder ausgerichtet werden. Die antiken Galeeren besaßen noch keine abgewinkelten Steuerruder, mit Pinne und vertikalen Ruderblättern, wie wir sie heute noch kennen, da sie erst ab dem 13. Jahrhundert in Gebrauch kamen. Man manövrierte stattdessen mit ein oder zwei schräg nach hinten ausgerichteten Rudern. Da sie relativ häufig zum Einsatz kamen, nutzten sich die antiken Galeeren sehr schnell ab. Mit Ausnahme des Kiels bestanden die übrigen Bestandteile nur aus Weichholz, meist Kiefer. Die Schiffe waren dadurch zwar erheblich schneller, aber weniger lang haltbar. Darüber hinaus waren die damaligen Abdichtungstechniken (Pech und Wachs) noch nicht ausgereift. Die Lebensdauer einer Galeere betrug daher selten länger als zehn Jahre. Für längere Seereisen konnte sie mangels Stauraum für Vorräte ebenfalls nicht genutzt werden.
Mit dem Aufstieg Roms zur einzigen Seemacht im Mittelmeer waren die herkömmlichen Triremen aber zu schwer und zu langsam für die neue Hauptaufgabe, die Jagd auf Piraten. Kleine schnelle Kriegsschiffe wie die Liburne wurden zur neuen Hauptwaffe der römischen Flotte. Dennoch wurden von den Römern anfangs auch Großkampfschiffe verwendet, die Quadrireme (Vierruderer) oder Quinquereme (Fünfruderer) mit einer Verdrängung von bis zu 100 Registertonnen. Die Ruderer wurden auf zwei Ebenen (2+2) bzw. drei Ebenen (2+2+1) angeordnet. Das Fehlen archäologischer Funde macht es unmöglich die Zahl ihrer Ruderreihen zu bestimmen. In römischen Schriften werden Schiffe mit mehr als zweitausend (!) Mann Besatzung erwähnt, ihre tatsächliche Existenz wird jedoch in Fachkreisen bezweifelt (vgl. hierzu Victory mit 850 Mann). Dies hätte wohl auch die schon hochentwickelte römische Schiffsbautechnik zweifellos weit über die Grenzen des Machbaren hinaus gebracht. Vielmehr scheint es sich dabei um Prunkschiffe der Imperatoren gehandelt zu haben (siehe Nemi-Schiffe) die nur der einmaligen Repräsentation bei Festlichkeiten dienten. Die großen römischen Kriegsgaleeren konnten wahrscheinlich bis zu 300 Ruderer und 100 Seesoldaten aufnehmen. Auch ihr Angriffs- und Verteidigungsarsenal war beeindruckend. In diesem Zusammenhang wird von Ballisten, schweren Katapulten, Onagern, Kampftürmen und einer ausklappbaren Enterbrücke (corvus) berichtet. Einige dieser Waffen konnten angeblich bis zu 200 kg schwere Geschosse über die gleiche Entfernung auf den Gegner schleudern.
Das Erbe des antiken Schiffbaus lebte in der Dromone, dem Standardkriegsschiff des byzantinischen Reiches, fort. Dromonen verfügten über einen Unterwasserrammsporn, zwei Riemenreihen und ein Rahsegel. Die Dromone stand somit am Ende einer langen Entwicklung und war ein schon sehr ausgereifter Schiffstyp, der aber technisch seine Grenzen erreicht hatte und kaum noch Potential für eine Weiterentwicklung bot.
Im 7. und 8. Jahrhundert eroberten die Araber große Teile der Mittelmeerküste und begannen, den Mittelmeerschiffbau zu beeinflussen. Wesentliche Elemente des arabischen Schiffbaus wie das trapezförmige Luggersegel und der stark ausfallende Steven sind noch heute in der Dau zu sehen. Die Dau ist ein reines Segelschiff, für das der stetige Monsunwind des Indischen Ozeans ein hervorragender Antrieb ist, aber als Kriegsschiff im Mittelmeerraum wäre sie zu langsam und zu träge zu manövrieren gewesen.

### Kampfeinsatz
Ihre lange Vorherrschaft auf den Kriegsschauplätzen des Mittelmeeres verdankte die Galeere ihrer Bewaffnung und wie sie taktisch bei Seeschlachten eingesetzt wurde. Dabei musste man vor allem so nah wie möglich an den Feind herankommen. War dies der Fall, konnte er geentert werden. An Bord einer griechischen Galeere befanden sich hierfür (und auch zur Verteidigung) 30 Soldaten (griech. Epiphaten), bestehend aus Bogenschützen, Speerwerfern und Hopliten. Anders als oftmals behauptet beschränkten sich die Galeeren also nicht nur auf das Rammen des gegnerischen Schiffes. Die ersten konischen Holzsporne waren dafür auch nur bedingt geeignet, Rammsporne erreichten erst mit der Einführung bronzener Exemplare durch die Griechen ihre volle Wirksamkeit. Solche Manöver bargen aber auch ein hohes Risiko, da sich beide Schiffe so ineinander verkeilen konnten, dass beim Kentern des Gegners auch das eigene Schiff mit in die Tiefe gerissen wurde. Die Flotten stellten sich zur Schlacht entweder in Kiel- oder Frontlinie, aber auch in konkaver oder konvexer Formation auf. Im Gefecht versuchte man bevorzugt, mit dem Bug und Rammsporn so viele Ruder des Gegners wie möglich zu zerbrechen. Als Wurfgeschosse setzte man mit brennendem Öl oder Pech gefüllte Tonkrüge ein. Wenn man sich verteidigen musste, stellte man seine Schiffe in kreisförmiger Formation (Kyklos), mit dem Rammsporn nach vorne auf.

### Mittelalter
Mit den Kreuzzügen wuchs der Schiffsverkehr im Mittelmeerraum rapide an. Davon profitierten vor allem die italienischen Hafenstädte, allen voran Genua und Venedig, die es durch den Seetransport und -handel zu großem Wohlstand brachten. Sie verfügten über die finanziellen Mittel, große Flotten zu bauen und zu unterhalten, um ihre Seewege zu sichern. Im 11. und 12. Jahrhundert liefen deshalb verschiedene Ruderschiffe vom Stapel, die teilweise nur Kopien von Dromonen waren, aber auch schon einige arabische Baumerkmale einfließen ließen. Ende des 12. Jahrhunderts etablierte sich schließlich die Galeere als neuer, wegweisender Kriegsschifftypus. Sie war ein wendiges, schnelles Schiff mit einer Riemenreihe und einem ausfallenden Vorsteven, der in einem Überwasserrammsporn endete. Außerdem war sie der Dromone an Geschwindigkeit überlegen und sehr viel wendiger als die arabische Dau.
Ab dem 13. Jahrhundert gab es im Mittelmeerraum nur noch einen Kriegsschiffstyp, die Galeere, die im 14. Jahrhundert ihre Vervollkommnung erlebte. Zum Ende des Mittelalters machte der Schiffbau in ganz Europa rasante Fortschritte, und die Einführung des Heckruders und der mehrmastigen Takelage machte auch vor der Galeere nicht halt, die nun nicht mehr allein auf die unhandlichen Riemen angewiesen war und später noch den Tarida, einen zweiten, kleineren Mast am Heck dazubekam. Ab dem 15. Jahrhundert begann man, noch einen dritten Mast am Bug aufzustellen. Die unhandlichen Vierkantsegel wurden durch das wirkungsvollere Lateinersegel ersetzt.
Mit Einführung der ersten Feuerwaffen auf See im 15. Jahrhundert wurden auch die Galeeren mit Kanonen bestückt. Da die Galeere, deren Hauptwaffe bislang der Rammsporn war, im Kampf direkt auf ihren Feind zusteuern musste, wurden die Kanonen auf der Back, in Fahrtrichtung zeigend, aufgestellt. Damit hatte die Galeere ihre endgültige Form erreicht, die sie über die nächsten Jahrhunderte beibehalten sollte.
Die nordafrikanischen Korsaren der Barbareskenstaaten bevorzugten für ihre Raubzüge auf dem Mittelmeer etwas kleinere und wendigere Galeeren, die sogenannten Fustas mit 15 bis 22 Ruderbänken.
Im Marinemuseum in Istanbul ist die Galeere Kadirga zu sehen (ohne Masten). Das Schiff stammt aus dem späten 15., nach anderen Angaben aus dem 16. Jahrhundert und ist die einzige vollständig erhaltene Galeere der Welt. Bis 1839 war sie im Dienst. Sie ist 37 m lang, 5,7 m breit und hat einen Tiefgang von ca. 2 m. 144 Ruderer bewegten mit 144 Riemen das 140 Tonnen schwere Schiff.

### Neuzeit
Im 16. Jahrhundert war die Galeere immer noch das Standardkampfschiff in den europäischen Flotten. Um mit den schiffbautechnischen Entwicklungen in der Renaissance Schritt halten zu können, entwickelte man die Galeasse, eine Kreuzung zwischen Galeone und Galeere, die zusätzlich zu ihrem Ruder- auch ein Batteriedeck tragen sollte. Diese Schiffskonstruktion hatte allerdings durch seine Größe und Masse stark an Geschwindigkeit und Wendigkeit eingebüßt. Zu alledem war sie auch nicht in der Lage, so viele Geschütze wie ein Segelschiff zu tragen. Dennoch hatten diese schwimmenden Festungen einen bedeutenden Anteil am Sieg bei Lepanto, da ihnen die Osmanenflotte nichts Gleichwertiges entgegensetzen konnten. Trotzdem hatte die Galeere ihr Entwicklungspotential ausgeschöpft und es war ab da nur noch eine Frage der Zeit, bis sie vom Segelschiff als bevorzugtes Kampfmittel der europäischen Flotten abgelöst wurde. Den europäischen Admiralitäten war auch bald bewusst, dass die Galeere aufgrund ihrer geringen Feuerkraft und ihrer fehlenden Hochseetauglichkeit bzw. Ladekapazität für die Kolonisierung der Neuen Welt und zur Sicherung überseeischer Interessen nicht geeignet war. Das neue Kriegsschiff des 17. Jahrhunderts, das Linienschiff, war aufgrund seiner Größe und Bewaffnung mit Galeeren nicht zu bezwingen.
In den Marinen des Orients hingegen wurden Galeeren (türkisch Kalyon) noch bis ins 18. Jahrhundert hinein eingesetzt. Da sie ausschließlich im Mittelmeerraum operierten, war die fehlende Hochseetauglichkeit nicht so wichtig. Piraterie und Sklavenhandel lieferten stetigen Nachschub an billigen Ruderkräften, und Galeeren waren günstiger und einfacher zu bauen als Linienschiffe, die damals die aufwendigsten und komplexesten technischen Systeme in der Seefahrt waren. Aus ähnlichen Gründen kamen auch in der flachen Ostsee noch bis ins 18. Jahrhundert Galeeren zum Einsatz. Obwohl sich die Galeere kaum weiterentwickelte, blieb sie nicht ohne Einfluss auf den neuzeitlichen Mittelmeerschiffbau. Ihre Rumpfform diente im 18. Jahrhundert als Vorbild für die Entwicklung von Schebecke und Polacker.
Bis es so weit war, wurden im 16. Jahrhundert noch in großer Stückzahl Galeeren gebaut und im Kampf eingesetzt. 1571 kam es bei Lepanto zur größten Galeerenschlacht der Geschichte. Die spanische Armada von 1588 bestand unter anderem aus Galeeren und Galeassen. In den Kriegen der Spanier gegen die Niederländer kamen auf spanischer Seite auch noch zu Beginn des 17. Jahrhunderts Galeeren zum Einsatz. Auch Frankreich hatte weiterhin Galeeren im Einsatz, sowohl im Mittelmeer als auch in der Nordsee. Im Spanischen Erbfolgekrieg lagen 6 Galeeren in Dünkirchen, die jedoch nur bei ruhiger See zum Einsatz kamen – also selten. Dann jedoch stellten sie eine Gefahr für die gegnerischen englischen und niederländischen Segelschiffe dar – selbst für gut bewaffnete – die bei Windstille nicht manövrieren konnten.

## Konstruktion
Laut den Beschreibungen von Furttenbach, Paris und Zysberg wurde für die Rümpfe bevorzugt das Holz der Eiche verwendet. Die Masten, Rahen, Ausleger, Decksbalken und -planken bestanden aus Nadelhölzern (z. B. Tannen oder Lärche), die Riemen aus Buchenholz.
Anlässlich des vierhundertsten Jahrestages der Seeschlacht von Lepanto wurde im Museu Marítim de Barcelona 1971 eine spanische Galeere des 16. Jahrhunderts originalgetreu nachgebaut und ausgestellt. Es handelt sich dabei um die Real, das Flaggschiff von Don Juan de Austria, mit der er als Oberbefehlshaber die Flotte der Heiligen Liga anführte. Diese Galeere war 60 m lang, hatte eine Breite von 6,2 m und einen Tiefgang von 2,1 m, wurde von 290 Ruderern bewegt und trug in der Schlacht etwa 400 Mann seemännische Besatzung und Soldaten. Ihrer Bedeutung gemäß waren ihre Aufbauten reich verziert und das ganze Schiff in den Farben Rot und Gold gehalten. Mit ihr trug Don Juan entscheidend zum Sieg der Liga bei, indem er das Flaggschiff des osmanischen Admirals Ali Pascha, die Sultana, angriff und nach hartem Enterkampf bezwang. Die Real war allerdings weitaus größer als die zu ihrer Zeit typischen, im Mittelmeer eingesetzten Galeeren. Die venezianischen Großgaleeren bei Lepanto waren 46 m lang und 5,5 m breit (7,3 m mit den Riemenauslegern), hatten 1,8 m Tiefgang, und wogen leer etwa 180 Tonnen; die normalen Kriegsgaleeren waren 42 m lang und 5,1 m breit (6,7 m mit den Auslegern), hatten 1,7 m Tiefgang und wogen 140 Tonnen. Die Schiffe der osmanischen Flotte waren etwas länger (50 m) und breiter (6 m), aber leichter gebaut. Galeeren konnten zwar unter jeglichen Wetterbedingungen fortbewegt und manövriert werden, für längere Seereisen waren sie aber ebenfalls ungeeignet, da kein ausreichender Stauraum für eine größere Menge an Nahrungsmitteln, Trinkwasser u. ä. vorhanden war.
Die Galeeren der christlichen und osmanischen Flotten unterschieden sich nur anhand der Details ihrer Dekorationselemente und der Deckausrüstung. Die Galeeren der Spanier, Venezianer und Genuesen waren oft reich mit Gold, Stuck sowie mit Darstellungen antiker Gottheiten verziert. An den Schiffen der Osmanen hingegen waren abstrakt ornamentierte und farbige Vertäfelungen zur Ausschmückung angebracht. Die Ähnlichkeit der Konstruktion leitete sich von der gemeinsamen Abstammung von den Galeeren der Antike her. Die Takelage einer Galeere des 16. Jahrhunderts bestand standardmäßig aus zwei Masten, dem Großmast („mestre“) im Zentrum und dem etwas kleineren Fockmast vor dem Bug. Bei den Großgaleeren stand am Heck noch zusätzlich ein Besanmast. Sie waren mit langen Spieren versehen, die aus zwei Rahen bestanden von der jede ein Lateinersegel trug. Gesteuert wurde das Schiff von einer Plattform am Heck aus, einer Art schmalem Balkon, der in den Steven des Steuerruders hineinragte. Davor stand die sogenannte „Karosse“, die nur spärlich möblierte Kajüte des Kapitäns, bedeckt mit einem Stoffbaldachin, um ihn vor Witterungseinflüssen zu schützen. Vor der Karosse befand sich das „Karee“, die Kommandobrücke, von der aus die Galeere befehligt wurde. Den längsten Teil des Schiffes bildete der zentrale Laufgang mit den seitlichen Ruderbänken. Die „Corsia“ war bei einer Galeere nur 80 cm breit und den Aufsehern und der Segelbesatzung vorbehalten. Die Pulverkammer („Santa Barbara“) befand sich unter den Ruderbänken. Direkt im Zentrum dieses Laufganges war die Kombüse platziert. Sie war völlig offen und nur mit einem Ofen ausgestattet. Normalerweise gab es auf den Mittelmeergaleeren des 16. und 17. Jahrhunderts auch an Backbord und Steuerbord je eine kleine Plattform (anstelle jeweils einer Ruderbank), wo das Beiboot bzw. der Kochherd standen. Auch hier konnten Seesoldaten zum Nahkampf aufgestellt werden. Im Bug befand sich das Backdeck wo die Artillerie in Fahrtrichtung ausgerichtet war und bei der Jagd auf ihre Gegner eingesetzt wurde. Den vorderen Abschluss einer Galeere bildete die verlängerte Bugspitze, mit Rammsporn und „Galion“, eine Plattform, die das Entern gegnerischer Schiffe ermöglichen sollte und gleichzeitig als Abort für Matrosen und Soldaten diente.

## Ruderbetrieb

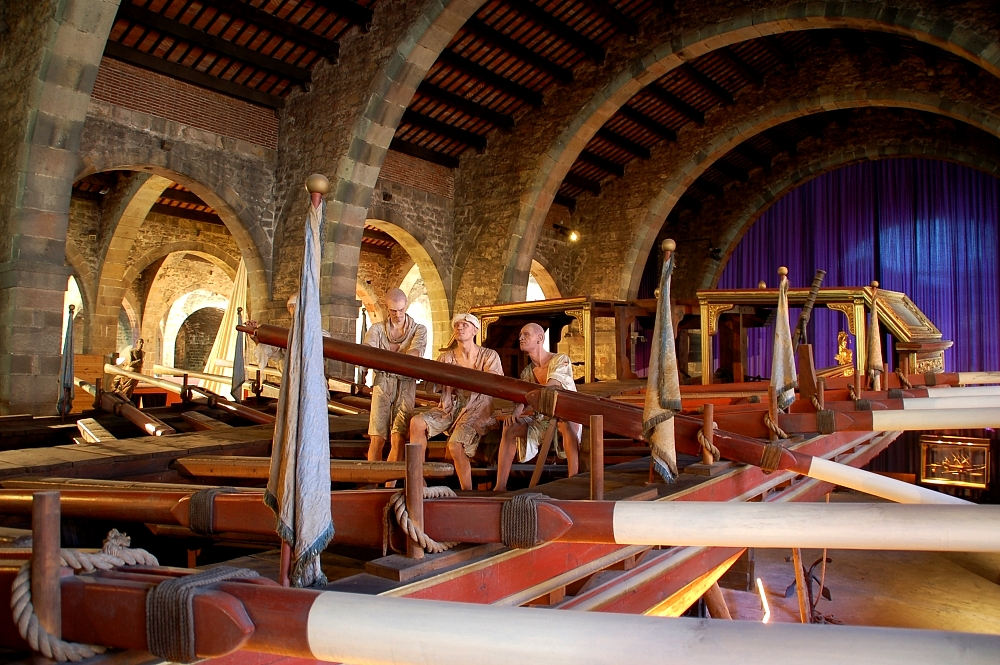
Galeerensträflinge auf Ruderbänken im Museu Marítim de Barcelona

Die Riemen einer standardmäßigen französischen Galeere des 17. Jahrhunderts („galere ordinaire“) hatten eine Länge von 12 m, die einer großen („galere extraordinaire“) 14 m. Das Riemenblatt eines durchschnittlichen Scaloccio-Riemens war 3 bis 3,5 m lang, die Breite betrug ca. 0,1 der Blattlänge. Eine größere Breite hätte keine höhere Geschwindigkeit zur Folge gehabt, da sie das Durchziehen des Riemens durch den höheren Wasserwiderstand unnötig erschwert und damit auch die Schlagzahl vermindert hätte. Auch hätte sie die Männer viel schneller ermüdet. Um den Drehpunkt der Riemen so weit wie möglich nach außen zu verlegen, besaßen Galeeren und Galeassen Ausleger, über denen ein starker Querbalken (ital. „Posticcio“, franz. „Apostis“) platziert war. Dieser bildete die Auflage für den Riemen, der mittels einer Tauschlaufe („Struppe“) an der Dolle („Scalmo“) befestigt war. Das Griffstück war mit schweren Bleigewichten versehen, so dass er – in Ruhestellung – leichter in der Waage gehalten werden konnte. Deshalb war es einfacher, die (fast 300 kg schweren) Riemen bei Stillstand des Schiffes festzuzurren, als diese komplett einzuziehen. Die enorme Menge an Riemen, die die Galeeren benötigten waren die Ursache dafür, dass am Mittelmeer viele Küstenregionen entwaldet wurden und in der Folge die Böden verkarsteten. In dieser Hinsicht war besonders Buchenholz gefragt. Das Arsenal von Venedig hatte zeitweise einen Vorrat von 15.000 Riemen auf Lager. Für jeden wurde je ein Baum gebraucht da sie aus einem Stück gefertigt werden mussten. Die Venezianer holzten dafür ganze Wälder im heutigen Kroatien ab. Noch problematischer war die Holzbeschaffung für die Flotte der Johanniter, da auf Malta keine dafür geeigneten Bäume wuchsen. Das gesamte Bauholz musste daher erst teuer vom Festland eingekauft werden.
Generell umfassten die Ruderplätze an die 30 Stück. Die Ruderer saßen dabei sehr dicht aneinander gedrängt. Ein Rudersklave hatte am Riemen somit nur ca. 70 cm an Platz zur Verfügung. Die Bänke standen in einem Abstand von ca. 1,20 m voneinander; das erforderte, den Rudertakt exakt einzuhalten, da es sonst zum Zusammenstoß mit den Riemen der vorderen Bank gekommen wäre. Zwei bis fünf von ihnen bedienten auf den großen Galeeren je einen Riemen. Es gab auch kleinere Galeeren, bei denen jeder Ruderer seinen Riemen allein bewegte. Je weiter der Ruderer vom Drehpunkt des Riemens entfernt saß, desto größer war die Distanz, die er bei jedem Schlag zurücklegen musste. Während derjenige, der direkt an der Bordwand saß, nur den Oberkörper zu bewegen brauchte, musste der Ruderer, der zur Schiffsmitte hin saß, bei jedem Schlag aufstehen und einen Schritt vor und zurück machen. Entsprechend wurden die Ruderer eingesetzt: die Älteren und Schwächeren nach außen zur Bordwand, die Stärkeren nach innen zur Schiffsmitte hin. Die Bänke waren, um den harten Fall etwas abzufedern, mit Stroh oder Tierhaaren gepolstert. Gerudert wurde manchmal bis zu 10 Stunden am Tag. Die Arbeit des Vorderruderers (d. h. der Mann am inneren Ende des Riemens) war dabei besonders bewegungsintensiv und erforderte hierfür den stärksten und größten Mann der Bankbesatzung. Seine Bewegungsabläufe während eines Angriffs liefen folgendermaßen ab:
- 1. Der sitzende Ruderer beginnt den Riemen nach unten zu drücken, ein Fuß steht auf der Fußraste („Pedagne“),
- 2. er steigt mit dem zweiten Bein auf die Bank des Vordermanns,
- 3. der Riemen taucht ins Wasser ein
- 4. er stemmt sich mit aller Kraft gegen Vorderbank und Fußraste,
- 5. er lässt sich wieder auf seine Bank fallen und hat den Riemen durch das Wasser gezogen.

Nur erfahrenen Ruderern konnte man die Position des Vorruderers („Bogavante“) anvertrauen. Da sie aber direkt bei den Aufsehern saßen, bekamen sie wohl die meisten Prügel zu spüren. Der Takt der Ruderschläge wurde auch nicht ständig durch Pfiffe angegeben. Vielmehr gab ein bestimmtes Pfeifsignal auf Befehl des Kapitäns den Geschwindigkeitswechsel vor. Im Angriff wurde der Takt vom ersten Rudersklaven („Espalier“) vorgegeben, ansonsten fanden ihn die Ruderer selbst. Dafür waren auch die Vorruderer jeder Bank zuständig. Der Taktschläger mit Pauke ist wahrscheinlich eine Erfindung der Filmindustrie, da er weder auf zeitgenössischen Abbildungen zu sehen ist noch in den Aufzeichnungen der Rudersklaven Heberer und Marteilhe erwähnt wird (siehe unten). Die meisten Befehle auf Galeeren oder Galeassen wurden wohl durch die Pfeifsignale der Aufseher übermittelt. Auch das Rudern erfolgte auf allen Galeeren, auch auf den osmanischen, nach der Pfeife. Da die Vorruderer, wie schon erwähnt, den Aufsehern am Nächsten saßen, waren sie daran interessiert, dass der Takt strikt eingehalten wurde. Auf längeren Marschfahrten wurden kleinere Riemenschläge angeordnet, um die Ruderer körperlich nicht zu sehr auszulaugen. Daneben gab auch noch die äußerst anstrengende Praxis des Ruderns über die Bank („toucher la banc“). Hierbei wurde der Riemenschaft bis auf die Bank des Vordermanns gedrückt, damit der Riemen eine elegante Schleife in der Luft ausführte und ein lauter Knall des Ruderblattes beim Aufprall aufs Wasser zu hören war. Dies wurde u. a. auf Paraden und beim Verlassen des Heimathafens angewendet. Hohe Schlagzahlen konnten nur sehr kurze Zeit durchgehalten werden. Die Normalgeschwindigkeit einer französischen Galeere betrug ca. 4 bis 5 Knoten, die Angriffsgeschwindigkeit 6 bis 7 Knoten, die maximal 15 Minuten durchzuhalten war. Die Galeeren des Johanniterordens konnte man angeblich schon akustisch an ihrem Ruderschlag erkennen.

## Bewaffnung
Die relativ tiefe Positionierung der Geschütze am Bug erlaubte auch sehr große Kanonen oder Bombarden zu verwenden. Diese konnten auch größeren Schiffen gefährlich werden. Die mittig positionierte, Coursier genannte, große Kanone wurde von kleineren Geschütze für den Nahkampf flankiert. Daneben befanden sich an günstigen Standorten die Drehbassen, die für das Verschießen von Hagel genanntem Schrott und anderen Metallteilen (Musketenkugeln, Nägeln etc.) im Nahkampf eingesetzt wurden. Die Armierung mit Feuerwaffen war generell dennoch relativ dürftig, meist nur fünf oder sechs schwere Kanonen, Kolubrinen und Drehbrassen, obwohl die Tragfähigkeit dieses Schiffstyps die Aufstellung von mindestens 50 Kanonen erlaubt hätte. Die Erfindung der Stückpforte um 1500 ermöglichte es, eine größere Zahl schwerer Geschütze in Breitseitenaufstellung zu platzieren. Dies war aber nur bei Segelschiffen, nicht jedoch bei den Galeeren möglich, da bei ihnen die Breitseiten mit Riemen und Ruderern belegt waren. Der Galeere erwuchs somit mit den Segelschiffen bald ein neuer, gefährlicher Gegner, der anfangs jedoch im Mittelmeer nicht sehr oft zum Einsatz kam, da ihnen die Galeeren an Geschwindigkeit und Wendigkeit deutlich überlegen waren und die Kadenz der damaligen Feuerwaffen noch zu schwach war, um diesen Nachteil zu kompensieren. Die Segelschiffe errangen erst im Laufe des 17. Jahrhunderts – auch durch ihre stärkere Feuerkraft – die dauerhafte Überlegenheit über die Galeeren.

## Einsatz
Galeeren waren nicht primär für Feuergefechte gedacht, sondern für den Enterkampf. Vor allem die Mannschaften der Osmanen waren dafür ausgebildet worden und legten weniger Wert auf ihre Artillerie, was sich für sie bei Lepanto als verhängnisvoll erweisen sollte. Das obligatorische Rammen der gegnerischen Schiffe wurde schon während des Mittelalters aufgegeben. Der Rammsporn wurde stattdessen über die Wasserlinie angehoben und deutlich verlängert, diente jetzt aber vorrangig als Enterbrücke. Vor der Einführung der Feuerwaffen war das Entern die wirksamste Methode, um ein gegnerisches Schiff entweder zu zerstören oder zu kapern. Ein Kampf zwischen Galeeren lief im 16. Jahrhundert für gewöhnlich folgendermaßen ab:
- Zuerst beschoss man sich mit den Bugkanonen, die teilweise mit Eisenschrott geladen waren, um damit möglichst viele gegnerische Kämpfer außer Gefecht zu setzen.
- War man nahe genug herangekommen, versuchte man mit dem Bugsporn („Sperone“) die Riemen des Feindes zu zerbrechen. Die Riemen ganz einzuziehen war praktisch nicht möglich, da sich über zwei Drittel eines schweren Scaloccio-Riemens außerhalb des Schiffs befanden und kein Platz vorhanden war, ihn vollständig nach innen zu ziehen. Das Zerbrechen der gegnerischen Riemen war jedoch nicht so einfach, da man damit auch seine Eigenen gefährdete.
- Hatte man sich ausreichend angenähert, warf man Seile mit Haken und Ankern (Wurfdraggen) hinüber und vertäute beide Schiffe fest miteinander. Über den Sporn gelangten die Soldaten an Bord des anderen Schiffes. Die Plattformen am Bug („Rembada“) dienten als Gefechtsplattform für den Kampf Mann gegen Mann.

Das Versenken des Gegners war hier aber nicht das vorrangige Ziel, da man sein Schiff möglichst unbeschädigt erbeuten wollte und die Gefangenen viel dringender als Ersatz zur Bemannung der eigenen Ruderbänke gebraucht wurden.

## Leben an Bord
Verurteilte oder Sklaven als Ruderer einzusetzen wurde in der Zeit der Renaissance zur gängigen Praxis. Sie geht angeblich auf den französischen König François I. zurück, der sich entschied, Galeeren auch mit Gefangenen zu besetzen. Karl IX. führte später die Galeerenstrafe ein. Es existieren Berichte von ehemaligen Rudersklaven wie der des Deutschen Michael Heberer, eines Verwandten Philipp Melanchthons, der drei Jahre seines Lebens in Kriegsgefangenschaft, angekettet auf einer osmanischen Galeere, verbrachte. Er beschreibt die Lebensumstände auf diesem Schiff in seiner „Aegyptica Servitus“. Daneben verfasste in der Zeit Ludwigs XIV. der französische Hugenotte Jean Marteilhe seinen Lebensbericht; er war zwölf Jahre lang wegen seines Glaubens Galeerensträfling. Auch beim aus Spanien stammenden Dichter Miguel de Cervantes, der selbst als Soldat an der Schlacht von Lepanto teilnahm, finden sich in seinen Werken Passagen, die das Leben an Bord einer Galeere schildern. Das Königreich Frankreich unterhielt bis Ende des 18. Jahrhunderts ein Galeeren-Marinekorps, in dem aufsässige Matrosen als Strafe dienen mussten. 1748 wurden die meisten Galeerensklaven per königlicher Ordonnanz zur Zwangsarbeit in die Bagnos gebracht.
Auf einer 50 Meter nicht übersteigenden Kriegsgaleere des 16. Jahrhunderts drängten sich auf knappen 300 Quadratmetern mitunter über 400 Mann. Trotz des beengten Raumes existierten auf der Galeere zwei Welten, die wenig miteinander gemein hatten. Das Leben an Bord war für alle – Besatzung, Soldaten und Ruderer – mit großen Entbehrungen verbunden. Befand sich das Schiff auf See, schliefen alle an Deck, auch die Offiziere. Nur für den Kapitän stand ein Bett in seiner Kajüte zur Verfügung. Lag das Schiff im Hafen, wurde ein Sonnensegel über das Deck gespannt. Die Offiziere suchten sich an Land ein passendes Quartier, nur die Deckwache verblieb an Bord.
Ein Deck oder Halbdeck tiefer, je nach Größe der Galeere, saßen die Ruderer. Auf französischen Galeeren wurden sie „la chiourme“ genannt. Ihre Aufseher waren die „gardes-chiourme“. Diese Bezeichnungen leiten sich vom lateinischen celeusma ab, der Gesang der Ruderer, der ihnen an Bord einer antiken Galeere den Takt vorgab. Bei kleinen Galeeren waren es 80, bei den größeren Galeassen auch mehrere hundert. Hauptsächlich bestanden sie aus Sklaven und Kriegsgefangenen, Sträflingen, aber auch Freien, die gegen Bezahlung ruderten. Sie unterschieden sich äußerlich dadurch, dass die Köpfe der Sklaven und Sträflinge glattrasiert waren, die Kriegsgefangenen durften einen Zopf tragen und die freien Ruderer ihre bevorzugte Haartracht.
Auf Landgängen waren die Männer komplett bekleidet, auf der Fahrt wurde hingegen fast nackt gerudert. Ruderer trugen als Schutz gegen die Witterung Mützen. Die französischen Zipfelmützen waren sehr kurz geschnitten, sie durften die Ohren nicht bedecken, damit man die Kommandos und Pfeifsignale deutlich hören konnte. Bei dem bewegungsintensiven Vorgang des Ruderns bestand auch die Gefahr, dass die Kopfbedeckungen herunterfielen und zwischen den Bänken verloren gingen. Auch dürfte bei der schweißtreibenden Arbeit eine Kopfbedeckung auf Dauer viel zu warm gewesen sein. Die Ruderer durften – bis auf wenige Ausnahmen – ihre Bänke nicht verlassen. Die Sklaven und Sträflinge unter ihnen waren die meiste Zeit über angekettet und schliefen auch auf ihren Bänken. Die sanitären Verhältnisse waren dementsprechend katastrophal, denn auch ihre Notdurft mussten sie dort verrichten. Den Liegeplatz einer Galeere konnte man deshalb schon von weitem riechen. Nicht selten kam es vor, dass Ruderer während der Fahrt durch Überanstrengung oder einen Sonnenstich zusammenbrachen, vor allem, weil viele der Männer kahlgeschoren waren. Bei langen, schnellen Fahrten ohne Segel hatten sie auch keine Gelegenheit, genug zu trinken, weshalb ihnen die Aufseher als Ersatz in Essigwasser eingeweichte Brotstücke in den Mund stopften. Das war bei dem hohen Flüssigkeitsverlust aber meist nur unzureichend. Auch litten die Männer fast ständig unter Hauterkrankungen durch Sonnenbrand, Salzwasser und Ungeziefer. Die Sterblichkeit unter ihnen war deshalb sehr hoch und es war meist lukrativer, Ersatz aus den Gefängnissen oder vom Feind zu beschaffen, als einen Kranken oder Verletzten wieder gesund zu pflegen. Da die Mannschaft hauptsächlich aus Zwangsverpflichteten bestand, ergaben sich daraus naturgemäß gravierende Sicherheitsprobleme. Bei Vergehen drohten daher drakonische Strafen, wie sie Jean Marteilhe beschreibt:
„Man entkleidet den Unglücklichen, der dazu verurteilt ist, vom Gürtel an bis oben, ganz nackt. Danach legt man ihn mit dem Bauch quer über den Koker der Galeere (wasserdichte Durchführung für den Ruderschaft), sodass seine Beine nach seiner Bank und seine Arme nach der entgegengesetzten Bank herabhängen. Man lässt ihm die Beine durch zwei Sträflinge und die beiden Arme durch zwei andere halten. Hinter ihm steht ein Aufseher, der mit einem Tau auf einen kräftigen Türken loshaut, damit dieser aus allen Kräften mit einem starken Tau auf den Rücken des armen Delinquenten schlägt.“
Wenn ein Sträfling floh und wieder eingefangen wurde war die Sache in der osmanischen Flotte für gewöhnlich mit ein paar Schikanen und Peitschenhieben – für alle auf seiner Ruderbank –  erledigt. Hatte er jedoch dabei jemanden getötet, wurden alle hingerichtet. Nur im Gefecht konnte es vorkommen, dass man die Galeerensträflinge losmachte, bewaffnete und ihnen im Falle eines Sieges die Freiheit versprach (siehe Lepanto). Ansonsten blieben sie angekettet und ertranken, wenn die Galeere versenkt wurde.

## Bedeutende Galeerenschlachten
| Ort                             | Datum                      | Anmerkungen |
| ------------------------------- | -------------------------- | --- |
| Meloria                         | 6. August 1284             | Sie wurde zwischen Genua und Pisa ausgetragen und war die größte Seeschlacht des Mittelalters. Knapp 100 Schiffe der Seerepublik Genua schlugen dort unter dem Kommando Oberto Dorias die etwa 120 Schiffe umfassende pisanische Flotte, die vom venezianischen Admiral Alberto Morosini geführt wurde. |
| Curzola                         | 8. September 1298          | Sie wurde zwischen den Flotten Venedigs und Genuas bei der dalmatinischen Insel Korčula im Adriatischen Meer ausgetragen. Die venezianische Flotte unter dem Kommando des Admirals Andrea Dandolo unterlag den Genuesen unter Admiral Lamba Doria, der mit einem Überraschungsmanöver seiner Reserve die Schlacht zu seinen Gunsten entscheiden konnte. |
| Pola                            | 7. Mai 1379                | Eine der Schlachten im Chioggia-Krieg, der zwischen den Seerepubliken Genua und Venedig ausgefochten wurde. Die Genuesen schlugen dabei die zahlenmäßig unterlegene venezianische Flotte. |
| Lepanto                         | 7. Oktober 1571            | Die letzte große Schlacht der Seekriegsgeschichte, die hauptsächlich mit Galeeren bestritten wurde. Die Marinestreitkräfte der sogenannten Heiligen Liga unter Don Juan de Austria siegten dabei im Ionischen Meer über eine Flotte des Osmanischen Reichs unter dem Kapudan Pascha Ali. Die Flotte der Liga bestand zum größeren Teil aus spanischen, zum kleineren Teil aus venezianischen Schiffen. Mit dieser Schlacht wurde versucht, die seit dem Fall Konstantinopels (1453) als größte Bedrohung des christlichen Abendlandes empfundene osmanische Expansion zu bremsen. Die europäischen Staaten konnten danach im Mittelmeer wieder Fuß fassen und das Königreich Spanien erreichte den Zenit seiner Macht. |
| Untergang der Spanischen Armada | 31. Juli – 13. August 1588 | Seeschlacht zwischen England, Holland und Spanien. Zur spanischen Armada gehörten vier Galeeren unter dem Kommando von Diego de Medrano und vier Galeassen unter Huc de Montcada. |